# Rabat-les-Trois-Seigneurs
Rabat-les-Trois-Seigneurs é uma comuna francesa na região administrativa de Occitânia, no departamento de Ariège. Estende-se por uma área de 26,96 km². Em 2010 a comuna tinha 366 habitantes (densidade: 13,6 hab./km²).